# Wereldbeker zwemmen 2021
De wereldbeker zwemmen 2021 was een serie van vier wedstrijden die gehouden werden in oktober 2021 in vier verschillende steden in Azië en Europa. De Zuid-Afrikaan Matthew Sates, bij de mannen, en de Australische Emma McKeon, bij de vrouwen, wonnen dit jaar de wereldbeker.

## Kalender
| # | Data          | Locatie   | Resultaten |
| - | ------------- | --------- | ---------- |
| 1 | 1-3 oktober   | Berlijn   | [ 1 ]      |
| 2 | 7-9 oktober   | Boedapest | [ 2 ]      |
| 3 | 21-23 oktober | Doha      | [ 3 ]      |
| 4 | 28-30 oktober | Kazan     | [ 4 ]      |

## Klassementen

### Mannen
| Rang | Naam                    | Land             | Punten (Bonuspunten) | Punten (Bonuspunten) | Punten (Bonuspunten) | Punten (Bonuspunten) | Totaal |
| Rang | Naam                    | Land             | BER                  | BOE                  | DOH                  | KAZ                  | Totaal |
| ---- | ----------------------- | ---------------- | -------------------- | -------------------- | -------------------- | -------------------- | ------ |
| 1    | Matthew Sates           | Zuid-Afrika      | 58,2                 | 57,5                 | 55,7                 | 55,6                 | 227,0  |
| 2    | Thomas Shields          | Verenigde Staten | 56,2                 | 58,1                 | 54,7                 | 55,4                 | 224,4  |
| 3    | Arno Kamminga           | Nederland        | 57,8                 | 56,0                 | 55,9                 | 54,4                 | 224,1  |
| 4    | Kyle Chalmers           | Australië        | 55,7                 | 55,7                 | 54,0                 | 54,4                 | 219,8  |
| 5    | Danas Rapšys            | Litouwen         | 51,4                 | 47,9                 | 49,0                 | 50,3                 | 198,6  |
| 6    | Fabian Schwingenschlögl | Duitsland        | 49,0                 | 48,7                 | 46,2                 | 49,8                 | 193,7  |
| 7    | Szebasztián Szabó       | Hongarije        | 48,7                 | 46,2                 | 48,3                 | 49,5                 | 192,7  |
| 8    | Yakov Toumarkin         | Israël           | 47,3                 | 46,6                 | 44,8                 | 43,3                 | 182,0  |

### Vrouwen
| Rang | Naam              | Land        | Punten (Bonuspunten) | Punten (Bonuspunten) | Punten (Bonuspunten) | Punten (Bonuspunten) | Totaal |
| Rang | Naam              | Land        | BER                  | BOE                  | DOH                  | KAZ                  | Totaal |
| ---- | ----------------- | ----------- | -------------------- | -------------------- | -------------------- | -------------------- | ------ |
| 1    | Emma McKeon       | Australië   | 55,8                 | 58,3                 | 55,9                 | 58,3                 | 228,3  |
| 2    | Kira Toussaint    | Nederland   | 52,8                 | 58,1                 | 58,3                 | 58,2                 | 227,4  |
| 3    | Madison Wilson    | Australië   | 50,6                 | 50,7                 | 55,0                 | 52,8                 | 209,1  |
| 4    | Maria Ugolkova    | Zwitserland | 33,3                 | 56,0                 | 54,3                 | 54,7                 | 198,3  |
| 5    | Zsuzsanna Jakabos | Hongarije   | 41,5                 | 46,2                 | 53,4                 | 52,0                 | 193,1  |
| 6    | Holly Barratt     | Australië   | 44,5                 | 47,9                 | 48,6                 | 51,4                 | 192,4  |
| 7    | Michelle Coleman  | Zweden      | 43,2                 | 48,1                 | 49,8                 | 48,6                 | 189,7  |
| 8    | Leah Neale        | Australië   | 13,7                 | 42,4                 | 41,3                 | 52,5                 | 149,9  |

## Dagzeges

### Vrije slag

#### 50 meter
| Wedstrijd    | Mannen           | Mannen | Mannen | Vrouwen             | Vrouwen | Vrouwen |
| Wedstrijd    | Winnaar          | Land   | Tijd   | Winnaar             | Land    | Tijd    |
| ------------ | ---------------- | ------ | ------ | ------------------- | ------- | ------- |
| #1:Berlijn   | Kyle Chalmers    | AUS    | 21,01  | Emma McKeon         | AUS     | 23,56   |
| #2:Boedapest | Kyle Chalmers    | AUS    | 20,97  | Emma McKeon         | AUS     | 23,50   |
| #3:Doha      | Vladimir Morozov | RUS    | 20,89  | Ranomi Kromowidjojo | NED     | 23,46   |
| #4:Kazan     | Kyle Chalmers    | AUS    | 20,68  | Emma McKeon         | AUS     | 23,53   |

#### 100 meter
| Wedstrijd    | Mannen        | Mannen | Mannen   | Vrouwen     | Vrouwen | Vrouwen  |
| Wedstrijd    | Winnaar       | Land   | Tijd     | Winnaar     | Land    | Tijd     |
| ------------ | ------------- | ------ | -------- | ----------- | ------- | -------- |
| #1:Berlijn   | Kyle Chalmers | AUS    | 45,73    | Emma McKeon | AUS     | 50,96    |
| #2:Boedapest | Kyle Chalmers | AUS    | 45,50    | Emma McKeon | AUS     | 50,58 WC |
| #3:Doha      | Kyle Chalmers | AUS    | 45,03    | Emma McKeon | AUS     | 51,15    |
| #4:Kazan     | Kyle Chalmers | AUS    | 44,84 WR | Emma McKeon | AUS     | 50,67    |

#### 200 meter
| Wedstrijd    | Mannen        | Mannen | Mannen  | Vrouwen        | Vrouwen | Vrouwen |
| Wedstrijd    | Winnaar       | Land   | Tijd    | Winnaar        | Land    | Tijd    |
| ------------ | ------------- | ------ | ------- | -------------- | ------- | ------- |
| #1:Berlijn   | Matthew Sates | RSA    | 1.40,65 | Madison Wilson | AUS     | 1.54,00 |
| #2:Boedapest | Matthew Sates | RSA    | 1.41,51 | Madison Wilson | AUS     | 1.53,82 |
| #3:Doha      | Hwang Sun-woo | KOR    | 1.41,17 | Madison Wilson | AUS     | 1.53,54 |
| #4:Kazan     | Matthew Sates | RSA    | 1.41,73 | Madison Wilson | AUS     | 1.53,63 |
| #4:Kazan     | Danas Rapšys  | LTU    | 1.41,73 | Madison Wilson | AUS     | 1.53,63 |

#### 400 meter
| Wedstrijd    | Mannen        | Mannen | Mannen  | Vrouwen        | Vrouwen | Vrouwen |
| Wedstrijd    | Winnaar       | Land   | Tijd    | Winnaar        | Land    | Tijd    |
| ------------ | ------------- | ------ | ------- | -------------- | ------- | ------- |
| #1:Berlijn   | Danas Rapšys  | LTU    | 3.38,19 | Isabel Gose    | GER     | 4.00,33 |
| #2:Boedapest | Matthew Sates | RSA    | 3.37,92 | Isabel Gose    | GER     | 4.00,57 |
| #3:Doha      | Matthew Sates | RSA    | 3.38,64 | Madison Wilson | AUS     | 4.03,58 |
| #4:Kazan     | Matthew Sates | RSA    | 3.38,28 | Leah Neale     | AUS     | 4.01,73 |

#### 1500/800 meter
| Wedstrijd    | Mannen             | Mannen | Mannen   | Vrouwen           | Vrouwen | Vrouwen |
| Wedstrijd    | Winnaar            | Land   | Tijd     | Winnaar           | Land    | Tijd    |
| ------------ | ------------------ | ------ | -------- | ----------------- | ------- | ------- |
| #1:Berlijn   | Florian Wellbrock  | GER    | 14.35,23 | Cavan Gormsen     | USA     | 8.22,16 |
| #2:Boedapest | Florian Wellbrock  | GER    | 14.42,70 | Cavan Gormsen     | USA     | 8.16,76 |
| #3:Doha      | Kim Woo-min        | KOR    | 14.44,58 | Simona Quadarella | ITA     | 8.21,41 |
| #4:Kazan     | Aleksej Rtisjtsjev | RUS    | 14.47,27 | Leah Neale        | AUS     | 8.22,53 |

### Rugslag

#### 50 meter
| Wedstrijd    | Mannen           | Mannen | Mannen | Vrouwen        | Vrouwen | Vrouwen  |
| Wedstrijd    | Winnaar          | Land   | Tijd   | Winnaar        | Land    | Tijd     |
| ------------ | ---------------- | ------ | ------ | -------------- | ------- | -------- |
| #1:Berlijn   | Christian Diener | GER    | 23,29  | Kira Toussaint | NED     | 25,81 WC |
| #2:Boedapest | Kristóf Milák    | HUN    | 23,08  | Kira Toussaint | NED     | 26,07    |
| #3:Doha      | Pieter Coetze    | RSA    | 23,13  | Kira Toussaint | NED     | 25,93    |
| #4:Kazan     | Pavel Samoesenko | RUS    | 22,90  | Kira Toussaint | NED     | 25,87    |

#### 100 meter
| Wedstrijd    | Mannen             | Mannen | Mannen | Vrouwen        | Vrouwen | Vrouwen |
| Wedstrijd    | Winnaar            | Land   | Tijd   | Winnaar        | Land    | Tijd    |
| ------------ | ------------------ | ------ | ------ | -------------- | ------- | ------- |
| #1:Berlijn   | Christian Diener   | GER    | 50,72  | Louise Hansson | SWE     | 56,03   |
| #2:Boedapest | Thomas Shields     | USA    | 50,50  | Kira Toussaint | NED     | 55,72   |
| #3:Doha      | Pieter Coetze      | RSA    | 50,86  | Kira Toussaint | NED     | 55,79   |
| #4:Kazan     | Kliment Kolesnikov | RUS    | 49,47  | Kira Toussaint | NED     | 55,42   |

#### 200 meter
| Wedstrijd    | Mannen           | Mannen | Mannen  | Vrouwen        | Vrouwen | Vrouwen |
| Wedstrijd    | Winnaar          | Land   | Tijd    | Winnaar        | Land    | Tijd    |
| ------------ | ---------------- | ------ | ------- | -------------- | ------- | ------- |
| #1:Berlijn   | Christian Diener | GER    | 1.51,19 | Kira Toussaint | NED     | 2.03,44 |
| #2:Boedapest | Hubert Kós       | HUN    | 1.52,79 | Kira Toussaint | NED     | 2.02,09 |
| #3:Doha      | Pieter Coetze    | RSA    | 1.52,09 | Kira Toussaint | NED     | 2.02,12 |
| #4:Kazan     | Aleksej Tkatsjev | RUS    | 1.51,34 | Kira Toussaint | NED     | 2.03,51 |

### Schoolslag

#### 50 meter
| Wedstrijd    | Mannen                  | Mannen | Mannen | Vrouwen            | Vrouwen | Vrouwen |
| Wedstrijd    | Winnaar                 | Land   | Tijd   | Winnaar            | Land    | Tijd    |
| ------------ | ----------------------- | ------ | ------ | ------------------ | ------- | ------- |
| #1:Berlijn   | Arno Kamminga           | NED    | 26,00  | Anastasia Gorbenko | ISR     | 29,61   |
| #2:Boedapest | Peter John Stevens      | SLO    | 26,22  | Nika Godoen        | RUS     | 29,81   |
| #3:Doha      | Arno Kamminga           | NED    | 26,10  | Joelia Jefimova    | RUS     | 30,11   |
| #3:Doha      | Peter John Stevens      | SLO    | 26,10  | Joelia Jefimova    | RUS     | 30,11   |
| #4:Kazan     | Fabian Schwingenschlögl | GER    | 25,88  | Nika Godoen        | RUS     | 29,64   |

#### 100 meter
| Wedstrijd    | Mannen        | Mannen | Mannen | Vrouwen            | Vrouwen | Vrouwen |
| Wedstrijd    | Winnaar       | Land   | Tijd   | Winnaar            | Land    | Tijd    |
| ------------ | ------------- | ------ | ------ | ------------------ | ------- | ------- |
| #1:Berlijn   | Arno Kamminga | NED    | 56,72  | Anastasia Gorbenko | ISR     | 1.04,44 |
| #2:Boedapest | Arno Kamminga | NED    | 56,08  | Nika Godoen        | RUS     | 1.04,71 |
| #3:Doha      | Arno Kamminga | NED    | 56,35  | Joelia Jefimova    | RUS     | 1.06,08 |
| #4:Kazan     | Arno Kamminga | NED    | 55,82  | Joelia Jefimova    | RUS     | 1.04,56 |

#### 200 meter
| Wedstrijd    | Mannen        | Mannen | Mannen  | Vrouwen                | Vrouwen | Vrouwen |
| Wedstrijd    | Winnaar       | Land   | Tijd    | Winnaar                | Land    | Tijd    |
| ------------ | ------------- | ------ | ------- | ---------------------- | ------- | ------- |
| #1:Berlijn   | Arno Kamminga | NED    | 2.01,92 | Kristýna Horská        | CZE     | 2.21,07 |
| #2:Boedapest | Arno Kamminga | NED    | 2.02,07 | Viktoriya Zeynep Güneş | TUR     | 2.22,23 |
| #3:Doha      | Daiya Seto    | JPN    | 2.01,65 | Joelia Jefimova        | RUS     | 2.22,19 |
| #4:Kazan     | Daiya Seto    | JPN    | 2.01,49 | Vitalina Simonova      | RUS     | 2.19,22 |

### Vlinderslag

#### 50 meter
| Wedstrijd    | Mannen            | Mannen | Mannen | Vrouwen             | Vrouwen | Vrouwen |
| Wedstrijd    | Winnaar           | Land   | Tijd   | Winnaar             | Land    | Tijd    |
| ------------ | ----------------- | ------ | ------ | ------------------- | ------- | ------- |
| #1:Berlijn   | Thomas Shields    | USA    | 22,09  | Holly Barratt       | AUS     | 24,77   |
| #2:Boedapest | Thomas Shields    | USA    | 21,99  | Emma McKeon         | AUS     | 24,97   |
| #3:Doha      | Thomas Shields    | USA    | 22,22  | Ranomi Kromowidjojo | NED     | 24,74   |
| #4:Kazan     | Szebasztián Szabó | HUN    | 21,97  | Holly Barratt       | AUS     | 24,75   |

#### 100 meter
| Wedstrijd    | Mannen         | Mannen | Mannen | Vrouwen          | Vrouwen | Vrouwen |
| Wedstrijd    | Winnaar        | Land   | Tijd   | Winnaar          | Land    | Tijd    |
| ------------ | -------------- | ------ | ------ | ---------------- | ------- | ------- |
| #1:Berlijn   | Thomas Shields | USA    | 48,67  | Margaret MacNeil | CAN     | 55,30   |
| #2:Boedapest | Thomas Shields | USA    | 48,83  | Linnea Mack      | USA     | 56,77   |
| #3:Doha      | Thomas Shields | USA    | 49,46  | Emma McKeon      | AUS     | 55,83   |
| #4:Kazan     | Thomas Shields | USA    | 49,20  | Emma McKeon      | AUS     | 55,63   |

#### 200 meter
| Wedstrijd    | Mannen         | Mannen | Mannen  | Vrouwen           | Vrouwen | Vrouwen |
| Wedstrijd    | Winnaar        | Land   | Tijd    | Winnaar           | Land    | Tijd    |
| ------------ | -------------- | ------ | ------- | ----------------- | ------- | ------- |
| #1:Berlijn   | Chad le Clos   | RSA    | 1.50,32 | Tess Howley       | USA     | 2.06,09 |
| #2:Boedapest | Thomas Shields | USA    | 1.51,18 | Maria Ugolkova    | SUI     | 2.06,44 |
| #3:Doha      | Daiya Seto     | JPN    | 1.49,76 | Zsuzsanna Jakabos | HUN     | 2.06,23 |
| #4:Kazan     | Thomas Shields | USA    | 1.52,42 | Zsuzsanna Jakabos | HUN     | 2.05,88 |

### Wisselslag

#### 100 meter
| Wedstrijd    | Mannen        | Mannen | Mannen | Vrouwen            | Vrouwen | Vrouwen |
| Wedstrijd    | Winnaar       | Land   | Tijd   | Winnaar            | Land    | Tijd    |
| ------------ | ------------- | ------ | ------ | ------------------ | ------- | ------- |
| #1:Berlijn   | Matthew Sates | RSA    | 51,78  | Anastasia Gorbenko | ISR     | 57,90   |
| #2:Boedapest | Matthew Sates | RSA    | 51,77  | Maria Ugolkova     | SUI     | 58,81   |
| #3:Doha      | Daiya Seto    | JPN    | 51,56  | Maria Ugolkova     | SUI     | 58,82   |
| #4:Kazan     | Daiya Seto    | JPN    | 51,29  | Maria Ugolkova     | SUI     | 58,47   |

#### 200 meter
| Wedstrijd    | Mannen        | Mannen | Mannen     | Vrouwen        | Vrouwen | Vrouwen |
| Wedstrijd    | Winnaar       | Land   | Tijd       | Winnaar        | Land    | Tijd    |
| ------------ | ------------- | ------ | ---------- | -------------- | ------- | ------- |
| #1:Berlijn   | Matthew Sates | RSA    | 1.51,45    | Maria Ugolkova | SUI     | 2.08,01 |
| #2:Boedapest | Matthew Sates | RSA    | 1.53,43    | Maria Ugolkova | SUI     | 2.06,99 |
| #3:Doha      | Matthew Sates | RSA    | 1.52,32    | Maria Ugolkova | SUI     | 2.07,21 |
| #4:Kazan     | Daiya Seto    | JPN    | 1.50,66 WC | Maria Ugolkova | SUI     | 2.06,59 |

#### 400 meter
| Wedstrijd    | Mannen        | Mannen | Mannen  | Vrouwen           | Vrouwen | Vrouwen |
| Wedstrijd    | Winnaar       | Land   | Tijd    | Winnaar           | Land    | Tijd    |
| ------------ | ------------- | ------ | ------- | ----------------- | ------- | ------- |
| #1:Berlijn   | Matthew Sates | RSA    | 4.01,98 | Zsuzsanna Jakabos | HUN     | 4.31,15 |
| #2:Boedapest | Matthew Sates | RSA    | 4.04,21 | Ilaria Cusinato   | ITA     | 4.31,35 |
| #3:Doha      | Daiya Seto    | JPN    | 4.01,97 | Zsuzsanna Jakabos | HUN     | 4.31,78 |
| #4:Kazan     | Daiya Seto    | JPN    | 3.57,85 | Zsuzsanna Jakabos | HUN     | 4.30,38 |